# حمزه سخی
حمزه سخی (انگلیسی: Hamza Sakhi؛ زادهٔ ۷ ژوئن ۱۹۹۶) بازیکن فوتبال اهل مراکش است.
از باشگاه‌هایی که در آن بازی کرده‌است می‌توان به باشگاه فوتبال متس اشاره کرد.
وی همچنین در تیم ملی فوتبال زیر ۱۷ سال مراکش بازی کرده‌است.